# ویندسور (حوزه سرشماری)، ورمانت
ویندسور (به انگلیسی: Windsor) یک منطقهٔ مسکونی در ایالات متحده آمریکا است که در Windsor واقع شده‌است. ویندسور ۳٫۴ کیلومتر مربع مساحت و ۲٬۰۶۶ نفر جمعیت دارد و ۱۰۴ متر بالاتر از سطح دریا واقع شده‌است.